# Slovenská strela

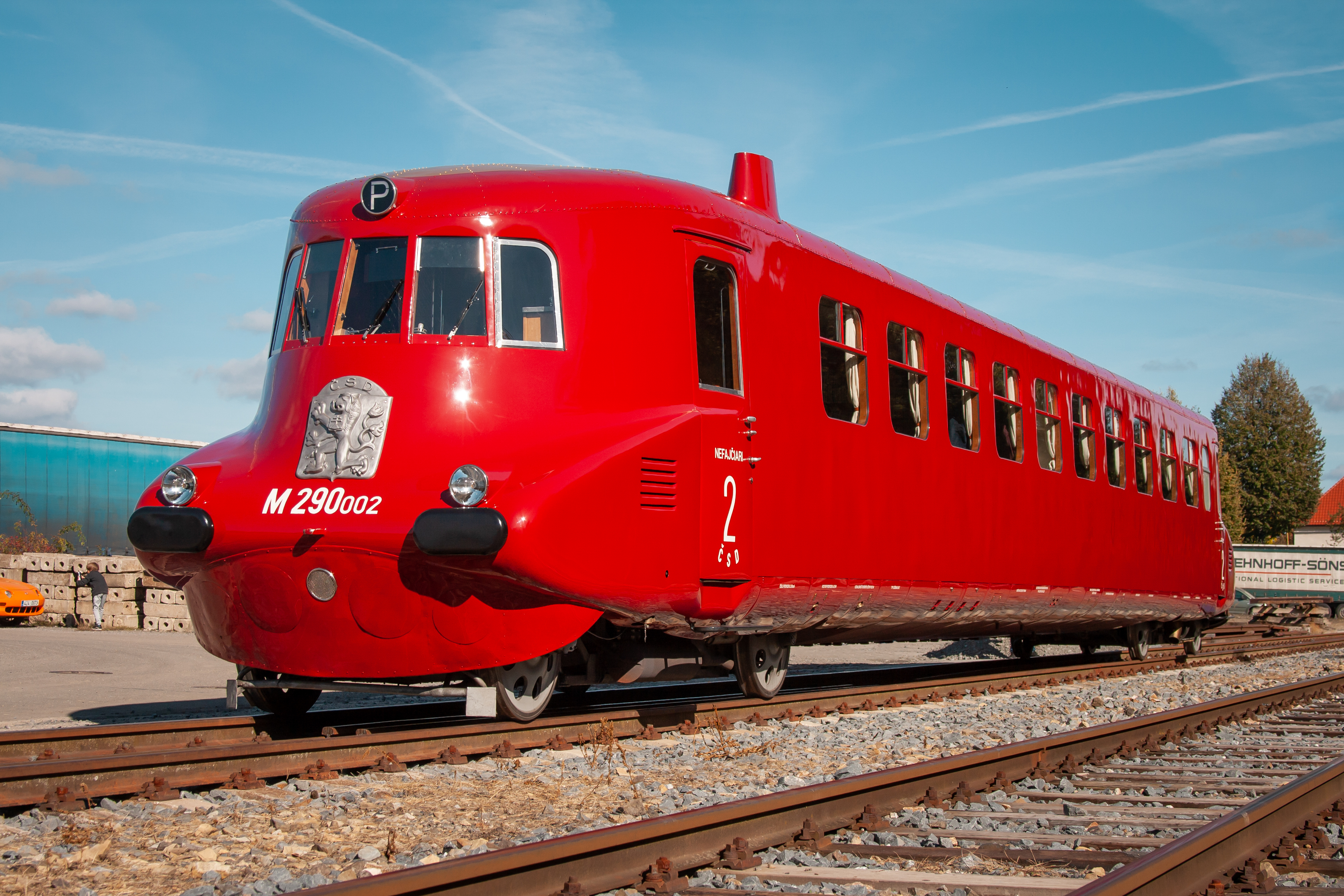
Automotrice della Slovenska strela degli anni '30

Slovenská strela è una relazione ferroviaria delle ferrovie ceche classificata Eurocity realizzata con materiale Pendolino tra Bratislava hl.st. e Praga-Holešovice (e viceversa) via Kúty-Břeclav-Brno-Pardubice.
Il nome della relazione, in italiano Freccia Slovacca, è in uso sin dagli anni trenta quando era impiegato per una relazione sulla stessa tratta affidata ad una singola automotrice con unica fermata intermedia a Brno (tempo di percorrenza 4h 51').